# Медвед, Мэймив
Мэймив Медвед (англ. Mameve S. Medwed, 9 августа 1964, Бангор, Мэн — 26 декабря 2021) — американская писательница. Она была автором книг «Почта», «Принимающая семья», «Конец ошибки», «Как Элизабет Барретт Браунинг спасла мою жизнь» (за которую в 2007 году она получила Массачусетскую книжную премию в области художественной литературы) и «О мужчинах и их матерях».

## Имя
Имя Медвед произносится как «Мэй-Мив». Согласно сайту писательницы, ей дали имя в честь двух её бабушек, Мейми и Евы.

## Жизнь и карьера
Медвед родилась 9 декабря 1942 года в еврейской семье в Бангоре, штат Мэн, здесь она и она выросла. Она получила степень бакалавра искусств с отличием в Симмонс-колледже. Медвед преподавала художественную литературу в Кембриджском центре образования взрослых с 1979 года, была наставником в программе магистра искусств по творческому письму в Университете Лесли с 1986 по 1988 год, а в 1996 году была преподавателем памяти Роберта М. Гэя на факультете английского языка в Симмонс-колледже. Медвед продолжала читать лекции и в более позднем возрасте, и участвовала в библиотечных встречах и книжных фестивалях.
Её рассказы, эссе и рецензии на книги публиковались, в частности, в The New York Times, Gourmet, Yankee, Redbook, Playgirl, The Boston Globe, Ascent, The Missouri Review, Confrontation, Newsday и The Washington Post. Её эссе «О, Господи. О, Лурдес. Алорс!», появилось в антологии «Как написать Хануку», опубликованной издательством Algonquin Books of Chapel Hill в 2007 году.
Медвед жила в Кембридже, штат Массачусетс, где она умерла от рака лёгких 26 декабря 2021 года в возрасте 79 лет.

## Романы
- Mail (1997)
- Host Family (2000)
- The End of an Error (2003)
- How Elizabeth Barrett Browning Saved My Life (2006)
- Of Men and Their Mothers (2008)
- Minus Me (2021)